# Los amantes del Círculo Polar
Los amantes del círculo polar (De geliefden van de poolcirkel) is een Spaans/Franse film uit 1998 onder regie van Julio Médem.

## Verhaal
De scholieren Ana en Otto krijgen een zeer hechte band omdat beiden het moeilijk hebben. Ana heeft net haar vader verloren en de ouders van Otto zijn uit elkaar gegaan. Wanneer de moeder van Ana met de vader van Otto gaat samenwonen wordt de band nog hechter. Maar dan overlijdt Otto's moeder en slaat hij verward op de vlucht....

## Rolbezetting
Hoofdpersonages:
| Acteur        | Personage |
| ------------- | --------- |
| Najwa Nimri   | Ana       |
| Fele Martínez | Otto      |

## Ontvangst

### Recensies
Op Rotten Tomatoes geeft 80% van de 25 recensenten de film een positieve recensie, met een gemiddelde score van 7,08/10.

### Prijzen en nominaties
Een selectie:
| Jaar | Evenement                      | Categorie                | Genomineerde     | Resultaat   |
| ---- | ------------------------------ | ------------------------ | ---------------- | ----------- |
| 1999 | Premios Goya (13de uitreiking) | Beste actrice            | Najwa Nimri      | Genomineerd |
| 1999 | Premios Goya (13de uitreiking) | Beste origineel scenario | Julio Medem      | Genomineerd |
| 1999 | Premios Goya (13de uitreiking) | Beste montage            | Iván Aledo       | Gewonnen    |
| 1999 | Premios Goya (13de uitreiking) | Beste filmmuziek         | Alberto Iglesias | Gewonnen    |